# Euroclear
Euroclear — базирующаяся в Бельгии международная компания, предоставляющая финансовые услуги, которая специализируется на клиринге и расчётах по сделкам с ценными бумагами, а также на хранении и обслуживании этих ценных бумаг. Она была основана в 1968 году как часть J.P. Morgan & Co. для расчётов по сделкам на развивавшемся в то время рынке еврооблигаций. Это один из двух европейских международных центральных депозитариев ценных бумаг (второй — Clearstream).

## История
Системой Euroclear управлял бельгийский филиал Morgan Guaranty Trust Company с момента ее основания в декабре 1968 года до начала 2001 года, когда они передали контроль Euroclear Bank. Kidder Peabody была первой крупной торговой фирмой, заявившей рынку, что она будет иметь дело только с фирмами, прошедшими клиринг через Euroclear. Создание Euroclear вызвало реакцию в Люксембурге среди фирм, которые были конкурентами Morgan и которые опасались, что Morgan может использовать их расчетные данные в своих торговых интересах. Это привело к запуску конкурента, люксембургской компании Cedel, в сентябре 1970 года.
Euroclear также приобрела 20% акций в капитале LCH.Clearnet, британско-французской организации, ответственной за клиринг Euronext, Лондонской фондовой биржи и других биржевых транзакций.

## Приобретения центрального депозитария
Штаб-квартира Euroclear Bank находится в Кракове. Ранее головной офис располагался в Брюсселе.
Euroclear приобрела Sicovam (французский центральный депозитарий ценных бумаг или CSD) в 2001 году, Necigef (нидерландский центральный институт управления рисками) и CRESTCo Ltd, центральный депозитарий ценных бумаг Великобритании и Ирландии, а также приложение CREST в 2002 году. В 2007 году она приобрела Межпрофессиональную кассу депозитов и переводов ценных бумаг (CIK) бельгийского CSD. Эти местные CSD были переименованы в Euroclear Франция, Euroclear Нидерланды, Euroclear Великобритания и Ирландия и Euroclear Бельгия соответственно.
В 2005 году была создана новая бельгийская холдинговая компания Euroclear SA/NV, которая стала владельцем всех общих технологий и услуг, предоставляемых каждому из CSD Euroclear и ICSD.
CSD Финляндии (Suomen Arvopaperikeskus Oy (APK)) и Швеции (VPC AB), которые в настоящее время действуют как Euroclear Finland и Euroclear Sweden соответственно, были приобретены Euroclear в октябре 2008 года.

## Последние разработки
В январе 2010 года Тим Хауэлл стал генеральным директором Euroclear, сменив Пьера Франкотта, чей срок полномочий длился 10 лет.
В октябре 2012 года Euroclear предоставил доступ к Национальному расчетному депозитарию России, что упростило для других стран, подключенных к системе Euroclear, торговлю с Россией и сделало российский рынок капитала интегрированным в рынки Лондона и Нью-Йорка. 3 года спустя Россия скопировала систему Euroclear, чтобы создать систему обмена с Китаем.
В мае 2013 года Euroclear и Депозитарная трастовая и клиринговая корпорация США предложили друг другу доступ к обширным запасам залогового имущества. Хотя первоначальное предложение предусматривает двустороннюю автоматическую передачу и хранение залогового имущества, оно предназначено для создания единого пула депозитариев.
В апреле 2014 года Euroclear связал свою систему с Central Latinoamericana de Valores, чтобы открыть Панаму для международных инвесторов, тем самым создав единый пул ликвидности. В феврале 2015 года Мексика открыла свои корпоративные облигации для торговой платформы Euroclear, надеясь, что это облегчит и увеличит сбор средств для своих программ развития.
В марте 2016 года центральный банк Франции заключил соглашение с Euroclear о кредитовании ценными бумагами, а также с Мексиканской фондовой биржей, чтобы связать мексиканский рынок взаимных фондов с бельгийской торговой компанией. 1 января 2017 года бельгийка Лив Мострей была назначена генеральным директором Euroclear, сменив Тима Хауэлла.
В последние годы Euroclear вышла на рынок фондов (включая биржевые фонды и активы частного рынка), запустив FundsPlace также благодаря приобретению MFEX в 2021 году и Goji в 2023 году. 15 января 2024 года бельгийка Валери Урбен была назначена генеральным директором Euroclear, заменив Лива Мостри.

## Деятельность
Euroclear осуществляет расчеты по внутренним и международным сделкам с ценными бумагами, включая облигации, акции, деривативы и инвестиционные фонды. Euroclear предоставляет услуги по ценным бумагам финансовым учреждениям, расположенным более чем в 90 странах.
Помимо роли международного центрального депозитария ценных бумаг (ICSD), Euroclear также выступает в качестве центрального депозитария ценных бумаг (CSD) для ценных бумаг Бельгии, Нидерландов, Финляндии, Франции, Ирландии, Швеции и Великобритании. Euroclear также владеет EMXCo, ведущим британским поставщиком услуг по маршрутизации ордеров инвестиционных фондов.
Розничные инвесторы могут открывать прямые счета в местных CSD в соответствии с местными законами, правилами и процедурами.
Каждый из CSD Euroclear регулируется соответствующими органами власти в соответствующих странах происхождения. Компания Euroclear SA/NV, зарегистрированная в Бельгии, находится под надзором Бельгийского управления по финансовым услугам и рынкам (FSMA). Национальный банк Бельгии (НББ) также осуществляет надзор. Euroclear plc авторизована как сервисная компания Управлением по финансовому надзору в Соединенном Королевстве.

## Участие в суверенных кредитных событиях

### Аргентина
25 марта 2015 года федеральный судья Нью-Йорка Томас Гриса приказал Euroclear прекратить обработку платежей по долговым облигациям Аргентины. Этот судебный запрет последовал за десятилетним спором Аргентины со своими кредиторами. На следующий день торговый мост между Euroclear и Clearstream по этим аргентинским облигациям также был закрыт до дальнейшего уведомления. Целью этого судебного запрета было заставить Аргентину полностью расплатиться со своими кредиторами, чтобы вернуть доступ к своей программе продажи облигаций.

### Греция
В апреле 2012 года Euroclear приняла участие в реструктуризации греческого долга путем обмена греческих облигаций на 41 миллиард евро, что составляло около трети греческого долга, удерживаемого иностранцами.

## Российско-украинская война
В статье в Foreign Affairs и в последующем интервью экономист Бенн Стайл, старший научный сотрудник и директор по международной экономике в Совете по международным отношениям (CFR), и аналитик CFR Бенджамин Делла Рокка утверждали, что Россия, возможно, — в рамках транзакций, проведённых через Центральный банк Китая, а затем, вероятно, через китайские государственные банки в качестве посредников — разместила 80 миллиардов долларов в виде казначейских облигаций США в Euroclear в рамках подготовки к российскому вторжению в Украину в 2022 году.
Национальный расчётный депозитарий (НРД) заблокировал и заморозил все ценные бумаги, находившиеся на счёте Euroclear в российском депозитарии, 1 марта 2022 года, а также заморозил выплаты по ценным бумагам российских эмитентов иностранным физическим и юридическим лицам.
18 марта 2022 года Euroclear ограничила операции по счёту российского Национального расчётного депозитария; он прекратил выполнение любых инструкций по проведению операций с ценными бумагами и денежными средствами, включая инструкции по участию в корпоративных действиях с иностранными ценными бумагами.
Euroclear также отключил свои рублёвые счета в ING Bank в России и ВТБ Банке в России, в результате чего его клиентам больше не разрешается переводить рубли, а рублёвый мост между Clearstream и Euroclear был закрыт. Кроме того, Euroclear прекратил расчёты по сделкам с российскими ценными бумагами.
В июне 2022 года Euroclear участвовала в блокировании российских средств, что привело к дефолту по погашению облигаций.
По оценке 2022 года, организация заблокировала на своих счетах около 27 млрд долларов, принадлежавших россиянам. НРД в свою очередь заблокировал активы примерно на 85 млрд долларов, принадлежавшие западным компаниям и частным лицам. К лету 2023 года в России было заблокировано 229 млрд рублей, принадлежавших ранее непосредственно Euroclear, которые позже начали передаваться российским организациям по решениям судов
Агентство Reuters в 2024 году указало, что возможные иски России и западных банков к иностранному депозитарию Euroclear, если будут удовлетворены, могут привести к мировому финансовому кризису, а также указал что в НРД находится ещё 33 млрд евро, принадлежавших компании Euroclear. При этом с 2023 года, несмотря на введённые против России санкции, компания начала разморозку средств России и частных лиц из России в рамках судебных разбирательств и решений властей Бельгии на достаточно существенные суммы.
В январе 2025 года Арбитражный суд Москвы по иску кипрской Perpecia Limited, связанной с холдингом «Фосагро», взыскал с Euroclear 2,4 млрд рублей по различным исковым требованиям.